# 新崎盛暉
新崎 盛暉（あらさき　もりてる、1936年1月27日 - 2018年3月31日）は、日本の歴史学者・沖縄史評論家。反戦運動家。沖縄大学名誉教授。
「沖縄現代史」を論じる。

## 略歴
東京府東京市杉並区天沼生まれ。1961年、東京大学文学部社会学科卒。都庁勤務を経て、1974年に沖縄に移住し、同年から沖縄大学助教授、1975年から教授。1983年～1989年には学長を務め、2001年～2004年には2度目の学長を務めた。2007年に定年退任し名誉教授となる。
反戦運動家として活動し、1978年に伊波普猷賞、1984年に沖縄研究奨励賞、1993年に沖縄タイムス出版文化賞を受賞。
「九条科学者の会」呼びかけ人を務めた。
2018年3月31日午後5時38分、肺炎のため沖縄県南風原町の沖縄県立南部医療センターで死去した。82歳没。

## 著書
- 沖縄返還と70年安保 現代評論社 1968
- 沖縄の歩いた道 ポプラ社 1973 (ポプラ・ブックス)
- 戦後沖縄史 日本評論社 1976 (戦後史双書)
- 沖縄・世替わりの渦の中で 毎日新聞社 1978.4
- 沖縄考 琉球弧の視点から 凱風社 1984.2
- 沖縄・反戦地主  高文研 1986.11
- 日本になった沖縄  1987.9 (有斐閣新書)
- 沖縄同時代史 全10巻 凱風社 1992-2004
- 沖縄現代史 1996.11 (岩波新書)
- 沖縄を知る日本を知る 部落解放研究所 1997.4 (人権ブックレット)
- 沖縄のこれから 平和な島をめざして ポプラ社 1999.3 (21世紀知的好奇心探求読本)
- 現代日本と沖縄 山川出版社 2001.9 (日本史リブレット)
- 未完の沖縄闘争 沖縄返還日米安保 10年間の発言記録集 凱風社 2005.1 (沖縄同時代史 別巻(1962-1972))

## 共著
- 沖縄問題二十年 中野好夫共著 1965 (岩波新書)
- ドキュメント沖縄闘争 亜紀書房 1969
- 沖縄問題とキリスト者の責任 川平朝清,高橋三郎共著 聖燈社 1970
- 沖縄・70年前後 中野好夫共著 1970 (岩波新書)
- 沖縄戦後史 中野好夫共著 1976 (岩波新書)
- 沖縄現代史への証言 沖縄タイムス社 1982.2
- 沖縄・天皇制への逆光 川満信一共編 社会評論社 1988.5 (天皇制論叢)
- 戦後沖縄の社会変動と家族問題 大橋薫共編著 アテネ書房 1989.7
- 沖縄・復帰から自立へ 日本図書センター 1997.12 (琉球・沖縄写真絵画集成 第5巻)
- 本当に戦争がしたいの!? 新ガイドラインの向こうに見えるもの 対談 天野恵一 凱風社 1999.4
- 沖縄の素顔 和英両文100 Q&A テクノマーケティングセンター 2000.3
- 地域の自立シマの力 比嘉政夫,家中茂共編 コモンズ 2005-2006 (沖縄大学地域研究所叢書)
- 沖縄「自立」への道を求めて 基地・経済・自治の視点から 宮里政玄,我部政明共編 高文研 2009.7

## 参考
- 文藝年鑑